# Bitwa o Guam (1941)

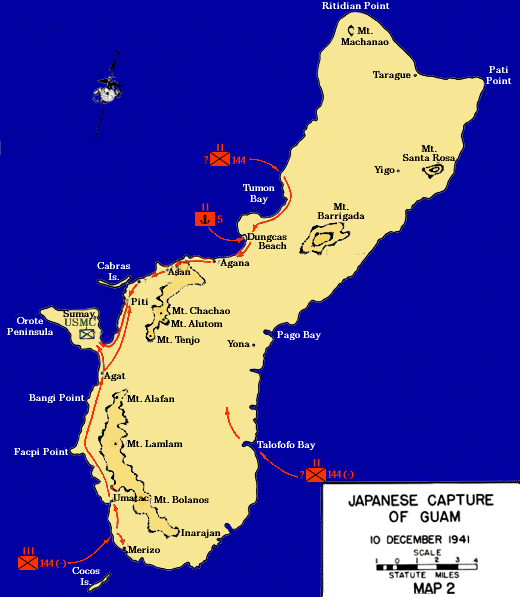
Mapa japońskich desantów na Guam

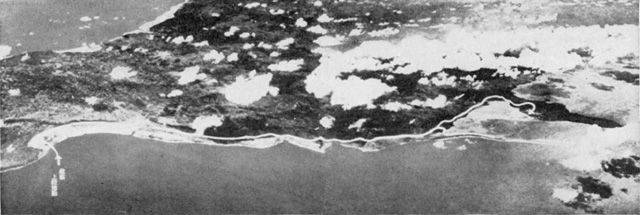
Inna ilustracja przedstawiająca kierunki natarć wojsk japońskich podczas inwazji

Bitwa o Guam (1941) – bitwa stoczona 8 grudnia 1941 roku na wyspie Guam w archipelagu Wysp Mariańskich podczas wojny na Pacyfiku w czasie II wojny światowej pomiędzy wojskami Japonii a Stanów Zjednoczonych. Amerykański garnizon został pokonany przez Japończyków, co skutkowało japońską okupacją do czasu drugiej bitwy o Guam w 1944 roku. 

## Rys historyczny
Guam jest najbardziej na południe położoną wyspą archipelagu Wysp Mariańskich na Oceanie Spokojnym. Jej obszar wynosi 225 mil kwadratowych, jest największą ze wszystkich wysp archipelagu. Teren na wyspie jest nierówny i nietypowy z gęstymi lasami tropikalnymi na północy i zalesionymi wzgórzami na południu. Większa część wybrzeża jest pokryta rafami koralowymi i klifami, jednakże plaże nadające się do desantowania wojsk istnieją w centrum zachodniego wybrzeża. Guam posiada tropikalny klimat, chociaż w grudniu następują okresy suszy. 
Stany Zjednoczone zdobyły Guam 21 czerwca 1898 roku podczas wojny amerykańsko-hiszpańskiej. Następnego roku Hiszpania sprzedała wszystkie inne wyspy archipelagu Wysp Mariańskich Niemcom. United States Navy ustanowiła swoją bazę w pobliżu wioski Piti w 1899 roku, a United States Marine Corps (USMC) stworzył swoje koszary w Sumay w 1901 roku. W 1905 roku zbudowano magazyny węgla dla potrzeb marynarki wojennej, a w 1909 roku – baterię 150 mm dział artyleryjskich, by wzmocnić wojska obronne. Komandor US Navy służył zarówno jako gubernator, jak i dowódca bazy marynarki wojennej od 1899 roku bez przerwy, mimo że na wyspie znajdowali się przedstawiciele rządu cywilnego. 
Podczas I wojny światowej wojska japońskie zdobyły niemieckie wyspy na Marianach w październiku 1914 roku i ustanowiły garnizon, który został przydzielony do Sił Obronnych Południowego Pacyfiku. Japonia uzyskała te wyspy jako mandat od Ligi Narodów w grudniu 1920 roku. Były one administrowane przez Biuro Południowego Pacyfiku, które dotychczas było częścią Ministerstwa Spraw Zamorskich. Japońscy koloniści mieli pozwolenie na osiedlanie się na Wyspach Mariańskich i pod koniec lat 30. XX wieku na wyspach tych znajdowało się więcej kolonistów niż ludności etnicznej. W 1935 roku rząd japoński zabronił państwom zachodnim wkraczania na teren wysp mandatowych na Pacyfiku, a w 1939 roku Japończycy  stworzyli 4. Flotę do obrony tego rejonu. 
Pomimo tego, że Stany Zjednoczone brały pod uwagę zwiększenie sił obronnych Guamu podczas i po I wojnie światowej, to nie podjęto jednak żadnych działań, oprócz przemieszczenia na wyspę w 1921 roku jednostki USMC wyposażonej w wodnosamoloty. W wyniku traktatu waszyngtońskiego z 1922 roku ustalono między rządami Stanów Zjednoczonych i Japonii o niefortyfikowaniu wysp przez nich administrowanych na zachodnim Pacyfiku, w tym Wysp Mariańskich. Z tego powodu nie przeprowadzono żadnych dalszych udoskonaleń obrony Guam w latach 20. i 30., a bateria artylerii nadbrzeżnej została usunięta z wyspy w 1930 roku. Jednostka wodnosamolotów USMC także opuściła wyspę następnego roku. US Navy starała się o pozwolenie na budowę fortyfikacji na wyspie w 1938 roku, jednak propozycja ta została odrzucona. W 1941 roku populacja liczyła 23 394 ludzi, z których większość mieszkała w stolicy wyspy Agany lub w jej okolicy. Wyspa posiadała ok. 137 km utwardzonych dróg.

## Wstęp
Japońskie plany wojny na Pacyfiku zakładały zdobycie terytorium w pierwszych dniach wojny. Od marca 1941 roku japońskie samoloty wykonywały misje rozpoznawcze nad wyspą. Plany inwazji były już zakończone we wrześniu tego roku, a Oddział Południowego Pacyfiku został wybrany jako główna jednostka wyznaczona do tego zadania. Oddział Południowego Pacyfiku składał się ze 144. Pułku Piechoty i innych jednostek z 55. Dywizji i liczył 4886 żołnierzy. Oddział Południowego Pacyfiku stacjonował w Korei w listopadzie 1941 roku i po krótkim pobycie w Japonii popłynął pod koniec tego miesiąca na Chichi-jimę na Wyspach Bonin. Licząca 370 żołnierzy 5. Kompania 2. Morskiego Oddziału Desantowego Maizuru stacjonująca na Saipanie na Marianach także została przydzielona do inwazji na Guam. Jednostki te miały zostać przetransportowane na Guam na pokładzie 9 transportowców eskortowanych przez stawiacza min „Tsugaru” i cztery niszczyciele. 6. Dywizjon Krążowników, który składał się z 4 ciężkich krążowników, był także zdolny do wsparcia inwazji w razie potrzeby. Siły inwazyjne i jednostki morskie były wspierane przez 18. Morski Korpus Powietrzny, który stacjonował na Saipanie i był wyposażony w przestarzałe wodnosamoloty. 
Rząd Stanów Zjednoczonych nie wierzył w to, że obrona Guamu mogłaby być możliwa lub praktyczna jeżeli wyspa zostałaby zaatakowana. Wyspa nie była uważana za przydatną w próbach wsparcia Filipin, mimo że służyła jako punkt uzupełniania paliwa dla łodzi latających linii Pan American World Airways i była jednym z punktów przekaźnikowych linii telegraficznej Pacific Cable Company, która łączyła Filipiny z zachodnim wybrzeżem Stanów Zjednoczonych. W 1941 roku wyspie nadano ocenę obrony „kategoria F”, co wykluczało budowę nowych fortyfikacji obronnych i oznaczało, że w razie wybuchu wojny obrońcy Guam mieli wysadzić w powietrze całą infrastrukturę wojskową i wycofać się z wyspy. 
Mimo niskiej ważności przyznanej terytorium, przeprowadzono pewne starania o polepszenie sił obronnych wyspy przed wybuchem wojny. W kwietniu 1941 roku podpisano kontrakt o niewielkich modyfikacjach obiektów wojskowych na Guam, a prace rozpoczęły się już następnego miesiąca. Wojska Gwardii Wyspiarskiej Guamu, które składały się z lokalnych mieszkańców i przypominały siły milicyjne, odpowiedzialne za obronę bazy morskiej, zostały także nieco zwiększone w maju. 17 października amerykański personel wojskowy wyspy został ewakuowany do Stanów Zjednoczonych na transportowcu USS „Henderson”, a wraz z nim 1000 robotników budowlanych. 23 października 1941 roku Zarząd Główny US Navy przesłał raport sekretarzowi marynarki wojennej Stanów Zjednoczonych Frankowi Knoxowi o siłach obronnych Guam, w którym był przeciwny przesłaniu posiłków na wyspę z powodu trudności w bronieniu jej i potrzeby przeznaczenia środków na inne priorytety. Raport optował jednak za dalszym ulepszaniem portu i baz wodnosamolotów na Guam. 
W momencie wybuchu wojny 8 grudnia 1941 roku (czasu lokalnego) Guam był broniony przez niewielkie jednostki US Navy i USMC, a także Wojska Gwardii Wyspiarskiej. Komandor George McMillin, który był gubernatorem wyspy i dowódcą garnizonu, był także dowódcą sił morskich, które składały się z 271 ludzi i 4 pielęgniarek. Siły te podlegały Flocie Azjatyckiej i większość jej personelu była nieuzbrojona. Okręt strażniczy Guam, USS „Gold Star”, popłynął na Filipiny w celu uzupełnienia zaopatrzenia i umożliwienia załodze kupienia prezentów świątecznych oraz miał rozkaz pozostania tam. Trałowiec USS „Penguin” był jednak obecny na wyspie razem z nieruchomym okrętem zaopatrzeniowym USS „Robert L. Barnes”. W koszarach marines w Sumay stacjonowało 145 ludzi, którzy byli zorganizowani w kompanię uzbrojoną w karabiny i małą liczbę karabinów maszynowych. Wojska Gwardii Wyspiarskiej składały się z 246 ludzi, z których większość przeszła powierzchowne szkolenie. Marines i Wojska Gwardii były uzbrojone w 170 karabinów Springfield M1903, 13 karabinów maszynowych Lewis i 15 karabinów maszynowych Browning M1918. Obrońcy nie posiadali żadnych moździerzy lub artylerii, oprócz dział artyleryjskich na pokładzie „Penguin”. Jako wsparcie dla jednostek wojskowych wyznaczono także siły policyjne Guam (Patrol Wyspiarski Guam) liczące 80 ludzi, którzy uzbrojeni byli tylko w pistolety.

## Bitwa
8 grudnia o godz. 4:45 gubernator wyspy George McMillin został poinformowany o ataku na Pearl Harbor. O godz. 8:27 japońskie samoloty startujące z Saipanu zaatakowały koszary marines, Piti Navy Yard, stację radiową Libugon, budynki Standard Oil Company i hotel Pan American. Podczas ataku trałowiec USS „Penguin”, największy okręt US Navy na wyspie, został zatopiony. Jeden oficer został zabity, a kilku żołnierzy rannych. Naloty na Guam były kontynuowane przez cały ranek i następnie po południu do godz. 17:00. 
Następnego dnia o godz. 8:30 Japończycy ponowili naloty powietrzne za pomocą dziewięciu samolotów atakujących jednocześnie. Zaatakowane zostały te same cele co poprzedniego dnia, a także dom rządu w Aganie i kilka wiosek. Tego wieczoru japońska flota inwazyjna składająca się z czterech ciężkich krążowników, czterech niszczycieli, dwóch kanonierek, sześciu ścigaczy okrętów podwodnych, dwóch trałowców i dwóch tendrów opuściła Saipan w kierunku Guam. 
Japończycy desantowali ok. 400 żołnierzy z 5. Siły Obronnej z Saipanu na Guam 10 grudnia 1941 roku na plaży Dungcas na północ od Agany. Japończycy zaatakowali i szybko pokonali Wojska Gwardii Wyspiarskiej w Aganie. Następnie Japończycy uderzyli na Piti, nacierając przez Sumay i koszary marines. Główne starcie miało miejsce na Plaza de Espana w Aganie o godz. 4:45, kiedy wielu marines i gwardzistów z Gwardii stoczyło walkę z japońskimi żołnierzami. Po symbolicznym oporze marines skapitulowali o 5:45. Gubernator McMillin oficjalnie poddał się o godz. 6:00. Wiele potyczek miało miejsce na całej wyspie zanim wiadomość o kapitulacji się nie rozeszła; reszta wojsk broniących wyspy złożyła broń. Amerykański patrolowiec „YP-16” został samozatopiony poprzez wywołanie pożaru, zaś „YP-17" został zdobyty przez japońskie siły morskie. Jeden amerykański statek towarowy został uszkodzony przez Japończyków. 
W międzyczasie japoński Oddział Południowego Pacyfiku (ok. 5500 żołnierzy) pod dowództwem gen. mjr Tomitarō Horii przeprowadził oddzielne desanty w zatoce Tumon na północy, na południowo-zachodnim brzegu w pobliżu Merizo i na wschodnim wybrzeżu wyspy w zatoce Talafofo. 
Amerykańscy marines stracili 5 zabitych i 13 rannych. US Navy straciła 8 zabitych, zaś Wojska Gwardii Wyspiarskiej Guam 4 zabitych i 22 rannych. Jeden japoński żołnierz został zabity, a 6 zostało rannych. Szeregowy Kauffman został zabity przez Japończyków po kapitulacji.